# Белен-тигуи
Белен-тигуи (манд. belen-tigui) — должностное лицо в империи Мали, которое выполняло функции оратора, председателя Гбары (парламента) и главы правительства.

## История
Белен-тигуи возглавлял Гбару, совещательный орган империи, созданный Сундиатой Кейта, которая вместе с мансой (императором) образовывали правительство империи Мали. Первым белен-тигуи был личный гриот Сундиаты Балла Фасеке, член клана Кояте. В последующем большинство белен-тигуи будут представителями этого клана.
В Гбаре манса был лишь первым среди равных, и также как и всем, перед тем как начать говорить манса должен был попросить разрешения у белен-тигуи. Должность и полномочия белена-тигуи закреплялись в конституции империи мали — Курукан Фуга. После смерти Сундиаты Кейты члены Гбары, во главе с белен-тигуи, боролись с гильдией охотников и джомба (придворные рабы) за власть. В 1274 году Гбара подняла восстание, свергнув и убив мансу Халифу, сторонника гильдии охотников.